# Amédée Bargy
Pour les articles homonymes, voir Bargy (homonymie).
Amédée Bargy est un homme politique français né le 22 juin 1847 à Dijon (Côte-d'Or) et décédé le 12 novembre 1892 à Dijon.

## Biographie
Fils de négociant et d'industriels, il prend la direction de l'entreprise familiale de fabrication d'engrais chimiques. Il est juge au tribunal de Commerce en 1881 et conseiller municipal de Dijon en 1884. Il est député de la Côte-d'Or de 1889 à 1892, inscrit au groupe de la Gauche radicale.
Grand-père de l'acteur Bernard Blier par sa fille Suzanne, épouse de Jules Blier.

## Sources
- « Amédée Bargy », dans Adolphe Robert et Gaston Cougny, Dictionnaire des parlementaires français, Edgar Bourloton, 1889-1891 [détail de l’édition]
- « Amédée Bargy », dans le Dictionnaire des parlementaires français (1889-1940), sous la direction de Jean Jolly, PUF, 1960 [détail de l’édition]